# Domenico De Masi

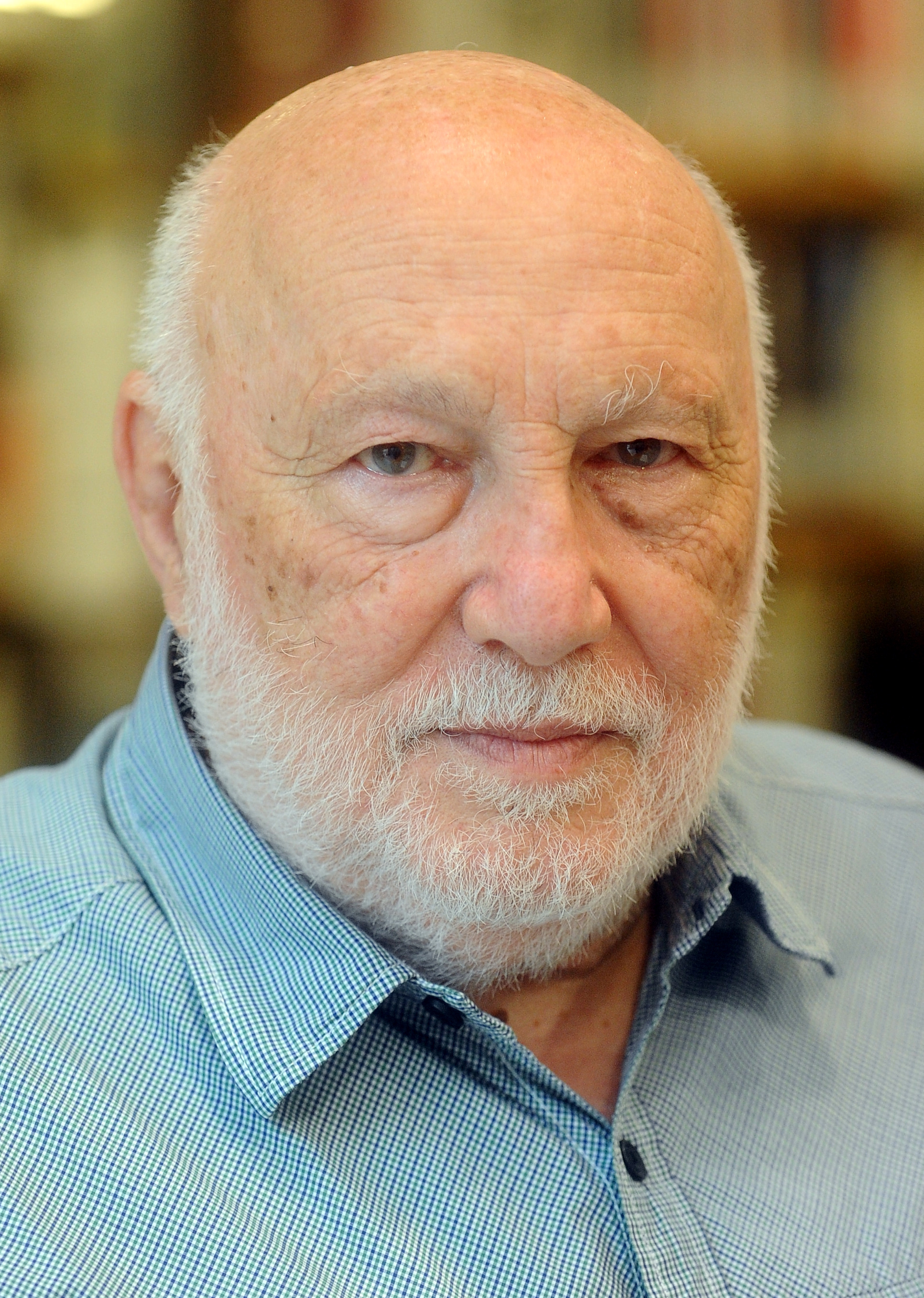
Domenico De Masi (2018)

Domenico De Masi (* 1. Februar 1938 in Rotello; † 9. September 2023 in Rom) war ein italienischer Soziologe. Er war Professor für Soziologie an der Universität La Sapienza in Rom und Präsident der Facoltà di Scienze della comunicazione (Fakultät für Kommunikationswissenschaft) der Sapienza. Seine Themenschwerpunkte waren Fragen von Arbeit, Beschäftigung und Freizeit, Muße und Kreativität in der postindustriellen Gesellschaft, sowie Probleme von Armut in entwickelten Gesellschaften.

## Leben
Nach Abschluss der Schule in Caserta begann De Masi ein Jurastudium an der Universität Perugia. Bereits in seinen letzten Studienjahren beschäftigte er sich mit soziologischen Themen. Nach seinem Abschluss in Rechtsgeschichte arbeitete er von 1961 bis 1963 als Assistent am Lehrstuhl für Soziologie der Juristischen Fakultät der Universität Neapel. In dieser Zeit spezialisierte er sich auf die Soziologie der Arbeit. Schon während des Studiums nahm er Kontakt zu der Gruppe um Francesco Compagna und dessen Zeitschrift Nord e Sud auf, ein Magazin für Kultur und Politik mit Erscheinungsort Neapel. Für das Magazin schrieb er seine ersten Artikel zu Themen wie „Leben in der Stadt“ und „Fragen des Berufslebens“.
Von 1971 bis 1973 unterrichtete er Soziologie am Istituto Orientale di Napoli und von 1974 bis 1977 „Methoden und Techniken der Sozialwissenschaften“ (Metodi e tecniche della Ricerca Sociale) an der Universität Neapel Federico II.
Ab 1977 bis zu seiner Emeritierung war er Professor für Soziologie an der Universität La Sapienza in Rom.
Er starb am 9. September 2023 im Alter von 85 Jahren in Rom.

## Auszeichnungen
- 2016: Premio Jorge Amado[2]
- 2010: Ehrenbürger der Stadt Rio de Janeiro
- Commendatore des brasilianischen Ordine del Rio Branco

## Werke (Auswahl)
Domenico De Masi hat mehr als 30 Bücher geschrieben und zahlreiche Artikel für Fachzeitschriften verfasst, außerdem Essays für politisch Magazine und Gesellschaftsjournale wie „Il Punto“, „Tempi moderni“, „Nord e Sud“, „Dove“ und „Style“. Eine Reihe seiner Werke wurde ins Portugiesische übersetzt, bisher gibt es allerdings keine deutschen Übersetzungen.
- L’emozione e la regola: i gruppi creativi in Europa dal 1850 al 1950. Laterza, Bari 1989, ISBN 88-420-3402-9.
- Sviluppo senza lavoro. Edizione Lavoro, Rom 1994, ISBN 88-7910-635-X.
- L’Ozio Creativo. Conversazione con Maria Serena Palieri. Ediesse, Rom 1995, ISBN 88-230-0215-X.
- Il futuro del lavoro: Fatica e ozio nella società postindustriale. Rizzoli, Mailand 1999, ISBN 88-17-86034-4.
- Mappa mundi. Modelli di vita per una società senza orientamento. Rizzoli, Mailand 2014, ISBN 978-88-17-06448-4.
- Lavorare gratis, lavorare tutti. Perché il futuro è dei disoccupati.Rizzoli, Mailand 2017, ISBN 978-88-170-9226-5.